# L17-Ausbildung

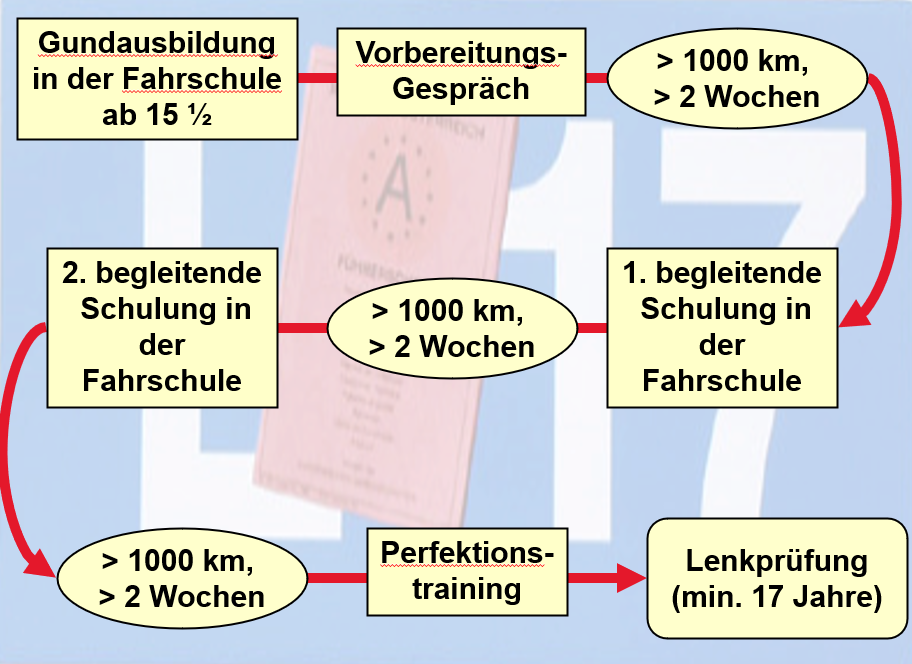
Die Grafik zeigt die zahlreichen konsekutiven Schritte auf dem Weg zu einer Lenkberechtigung der Klasse B im Wege über L17

Die L17-Ausbildung ist in Österreich eine Möglichkeit, die Lenkberechtigung für die Klasse B schon im Alter von 17 Jahren zu erlangen. Die amtliche Bezeichnung lautet „Vorgezogene Lenkberechtigung für die Klasse B“ (kurz "L17"). Wie auch bei der normalen Klasse B, wird ein Probeführerschein ausgestellt, wobei die Probezeit aber erst am 18. Geburtstag zu laufen beginnt. Die Einführung von L17 erfolgte mit der Stammfassung des Führerscheingesetzes (BGBl. I Nr. 120/1997: 120. Bundesgesetz: Führerscheingesetz – FSG) per 1. November 1997, das Inkrafttreten folgte am 1. März 1999. Vorbild für L17 war das französische Modell der l'apprentissage anticipé de la conduite (AAC). Die zugrundeliegende Idee war, dass es aus Kostengründen nicht möglich sei, einen angehenden Kraftfahrer ausreichend lange in der Fahrschule auszubilden. Mit L17 wurde daher versucht, die Fahrausbildung durch Laienausbildung unter möglichst kontrollierten Bedingungen soweit auszudehnen, dass die typischen Anfängerfehler durch einen Begleiter verhindert werden können.
Den positiven Erfahrungen in Österreich folgten andere Länder mit vorgezogenen Laienausbildungsmodellen, insbesondere Deutschland mit dem begleiteten Fahren ab 17 (bf17).

## Ausbildung
Die Ausbildung erfolgt in einzelnen Stufen:
- Die erste Stufe beginnt mit dem Theoriekurs in der Dauer von 32 Einheiten Theorie (je 50 min) und 12 Einheiten Praxis (je 50 min) in der Fahrschule sowie einer Vorbesprechung.
- Praxisfahrten mit einer Begleitperson von 3.000 km.
- Begleitend alle 1.000 km Überprüfungsfahrt in der Fahrschule von Fahrschüler und Begleitperson.
- Nach den absolvierten 3.000 km eine Perfektionsschulung in Theorie und Praxis in der Fahrschule. Die theoretische Perfektionsschulung darf höchstens 6 Lektionen dauern und kann auch schon am Beginn der Ausbildung im Rahmen der ersten Stufe absolviert werden.

Beginnen kann man mit der Ausbildung (Theorie und Praxis in der Fahrschule) frühestens mit 15 ½ Jahren. Für die Ausbildung werden einige Anforderungen an das Kraftfahrzeug und die Begleitperson(en) gestellt, mit denen die Ausbildungsfahrten durchgeführt werden:
- Pkw der Klasse B

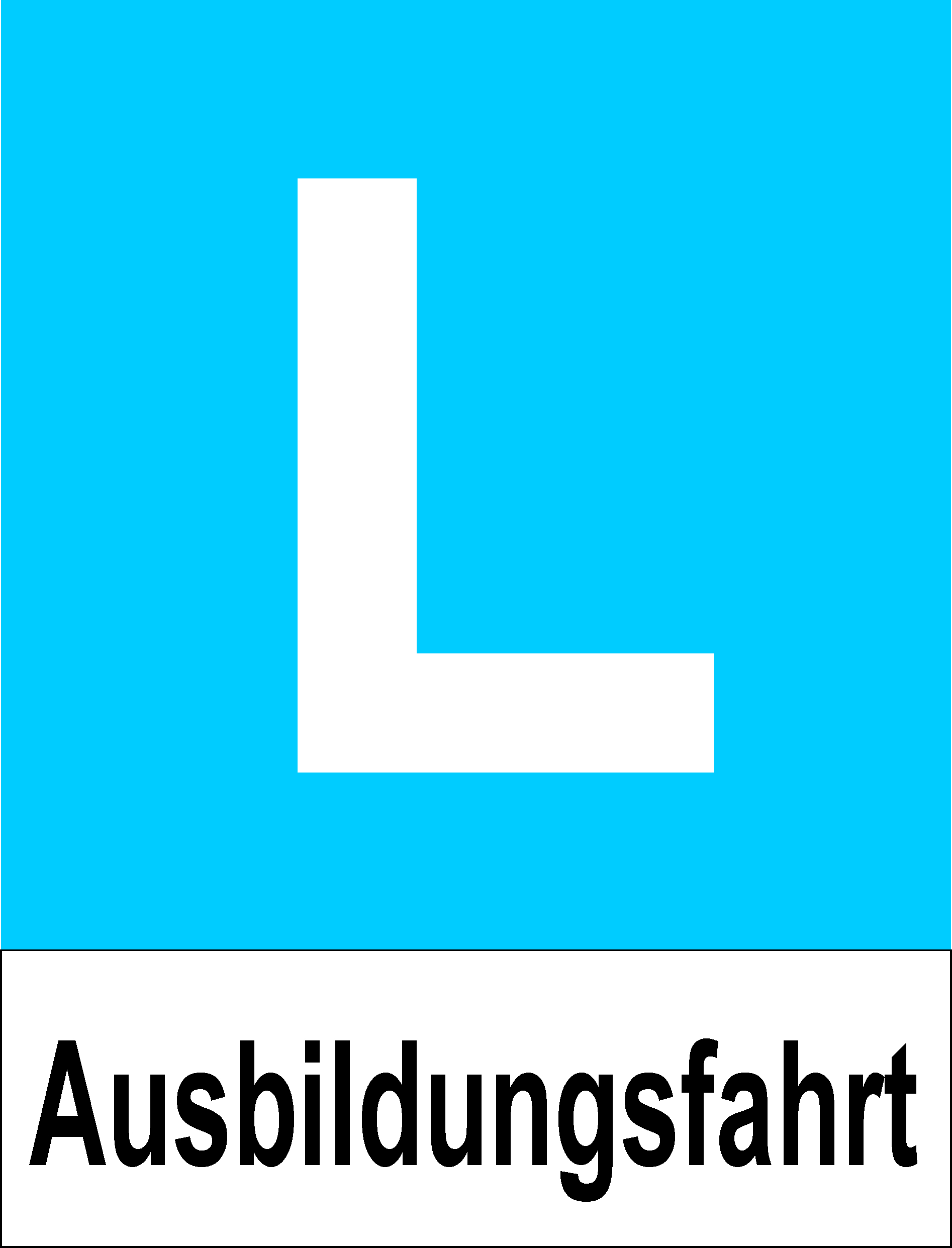
Die Grafik stellt jene Tafel dar, die bei L17 Ausbildungsfahrten vorne und hinten am Ausbildungsfahrzeug gut sichtbar befestigt werden muss.

- Am Fahrzeug muss vorne und hinten ein Schild mit den Aufschriften L17 (Maße: 16 cm * 16 cm) und Ausbildungsfahrt angebracht sein. Die Tafeln müssen nicht entfernt werden, wenn jemand Anderer das Fahrzeug lenkt.Die Grafik stellt jene Tafel dar, die bei L17 Ausbildungsfahrten vorne und hinten am Ausbildungsfahrzeug gut sichtbar befestigt werden muss.Der Antritt bei der Prüfung kann mit diesem oder einem Fahrschulfahrzeug erfolgen, sofern das verwendete Fahrzeug den gesetzlichen Voraussetzungen für Prüfungsfahrzeuge entspricht.
- Eine besondere technische Überprüfung des verwendeten Fahrzeuges ist nicht (mehr) erforderlich, die Laienausbildung kann auf beliebig vielen Fahrzeugen erfolgen.
- Es dürfen bis zu zwei Begleitpersonen namhaft gemacht werden.
- Eine Begleitperson muss eine dem Fahrschüler nahestehende Person sein, z. B. Familienmitglied, welche die Ausbildung unentgeltlich durchführt.
- Eine Begleitperson muss selbst mindestens sieben Jahre eine Lenkberechtigung der Klasse B besitzen und drei Jahre Fahrpraxis auf Kraftfahrzeugen der Klasse B nachweisen.
- Eine Begleitperson darf in den letzten drei Jahren vor der Antragstellung keine schwere Verkehrsübertretung begangen haben.

Die Fahrprüfung kann dann nach Absolvierung der Perfektionsschulung frühestens ab dem 17. Geburtstag abgelegt werden. Nach bestandener Prüfung wird vom Prüfer sofort ein vorläufiger Führerschein ausgestellt, der Scheckkartenführerschein folgt innerhalb weniger Tage per Post.
Nach erfolgreicher Fahrprüfung sind im Sinne der Mehrphasenausbildung innerhalb eines Jahres noch ein Fahrsicherheitstraining samt verkehrspsychologischem Gruppengespräch (drei bis neun Monate nach der Prüfung) und eine Perfektionsfahrt (sechs bis zwölf Monate nach der Prüfung) zu absolvieren. L17-Besitzer müssen die erste Perfektionsfahrt, die nach "normalen" Erwerb der Lenkberechtigung vorgeschrieben ist, nicht absolvieren.

## Gültigkeit
Die Lenkberechtigung ist bis zur Vollendung des 18. Lebensjahres außer in Österreich nur in Großbritannien, Nordirland und Dänemark gültig.
Mit 1. Juli 2011 wurde L17-Fahrern zwar das Lenken eines PKW in Deutschland untersagt, dieses Verbot war aber „unbeabsichtigt“ und wurde deshalb mit 1. Juli 2012 wieder rückgängig gemacht. Die vorgezogene Lenkerberechtigung für Inhaber unter 18 Jahren ist also in Deutschland gültig.

## Sonderfall: L17 in Verbindung mit Klasse A1
Seit Jänner 2013 gilt folgende Regelung:
- Die Ausbildung für L17 und A kann gemeinsam ab dem 15,5. Lebensjahr absolviert werden.
- Mit Absolvierung der theoretischen Ausbildung für die Klasse A kann sofort der theoretische Teil der Fahrprüfung für die Klasse A abgelegt werden. Allerdings dürfen zwischen dem positiv abgelegten theoretischen Teil der Fahrprüfung und dem Bestehen der praktischen Fahrprüfung für die Klasse A1 nicht mehr als 18 Monate liegen.
- Die praktische Fahrprüfung für die Klasse A1 darf frühestens am 16. Geburtstag abgelegt werden.

## Wirkungen
Kritik wird immer wieder laut, dass es unverantwortlich sei, wenn die Führerscheinbesitzer noch jünger sind und daher die Verantwortung jungen Menschen noch weniger bewusst ist, wenn man ein Fahrzeug lenkt.
Befürworter halten dem entgegen, dass bei dieser Art der Ausbildung die Fahrer eine längere und dadurch mehr Fahrpraxis bis zum Antritt zur Prüfung hätten, als bei einer reinen Fahrschulausbildung.
Eine groß angelegte Studie des Kuratoriums für Verkehrssicherheit im Rahmen der Evaluierung dieser Ausbildungsform ein Jahr nach Einführung ergab unter anderem folgendes:
In diesem Zeitraum haben 5.175 16-jährige die vorgezogene Lenkberechtigung für die Klasse B beantragt. Diese Fahrschülerzahl entsprach etwa 6,5 % all jener Kandidaten, die im Durchschnitt pro Jahr eine Führerscheinausbildung der Klasse B machen (etwa 80.000 Kandidaten in Österreich). 98 % der Befragten äußerten sich positiv zu dieser Ausbildungsform trotz ursprünglicher Skepsis. Für die Eltern der Jugendlichen war ausschlaggebend, dass die Kinder vom eher unsicheren Moped auf das sicherere Auto umsteigen. Zusätzlich empfanden es die meisten Erziehungsverantwortlichen als Vorteil, dass mit „L17“ eine Ausbildung geschaffen wurde, bei der die Fahranfänger genügend Praxis sammeln können, auch wenn es mit einem zeitlichen Mehraufwand verbunden ist. Es kam auch zu dem durchaus positiven Effekt, dass die Begleitpersonen ihr Wissen wieder auffrischten bzw. Neues dazulernten. Auch die Fahrlehrer bestätigten, dass „L17“ Kandidaten die am sichersten ausgebildeten Autolenker seien, da bei L17 zwei Ausbildungssysteme kombiniert werden (Übungsfahrt und Vollausbildung). Mit einer Zunahme der Absolventen dieser Ausbildungsform sei für die Zukunft zu rechnen, das Potenzial wurde auf 50 % aller Lenkberechtigungen fü die Klasse B geschätzt.
Ferner wurde festgestellt, dass L17-Absolventen innerhalb der ersten 10.000 km trotz ihres geringeren Alters nach dem Führerscheinerwerb fahrleistungsbezogen um etwa 15 % weniger Unfälle hatten. Dieser Unterschied ging vor allem auf die Unfallreduktion bei männlichen Führerscheinneulingen zurück. Die Studie ergab auch, dass das Unfallrisiko auf den ersten 100 Kilometern nach der Erteilung der Lenkberechtigung doppelt so hoch ist wie auf den nächsten 900 Kilometern., womit eine Erklärung für die hohe Sicherheitswirkung von L17 gefunden war.
2023 erreichte der Anteil an L17-Lenkberechtigungen eine Höchstmarke. 39 % aller 2023 erteilten Lenkberechtigungen für die Klasse B wurden 17-Jährigen erteilt. Fast jeder dritte 17-Jährige erwarb im Jahr 2023 eine Lenkberechtigung für die Klasse B.